# Bochoř
Bochoř település Csehországban, Přerovi járásban. Bochoř Vlkoš, Záříčí, Troubky, Věžky és Přerov településekkel határos. Lakosainak száma 968 fő (2024. január 1.).

## Népesség
A település lakosságának változását az alábbi diagram mutatja:
| Lakosok száma | 613  | 845  | 1646 | 1375 | 1053 | 945  | 977  | 983  | 964  | 968  |
|               | 1869 | 1890 | 1921 | 1950 | 1980 | 2001 | 2017 | 2019 | 2022 | 2024 |